# Habitat Mare

Logo der Aktion Habitat Mare

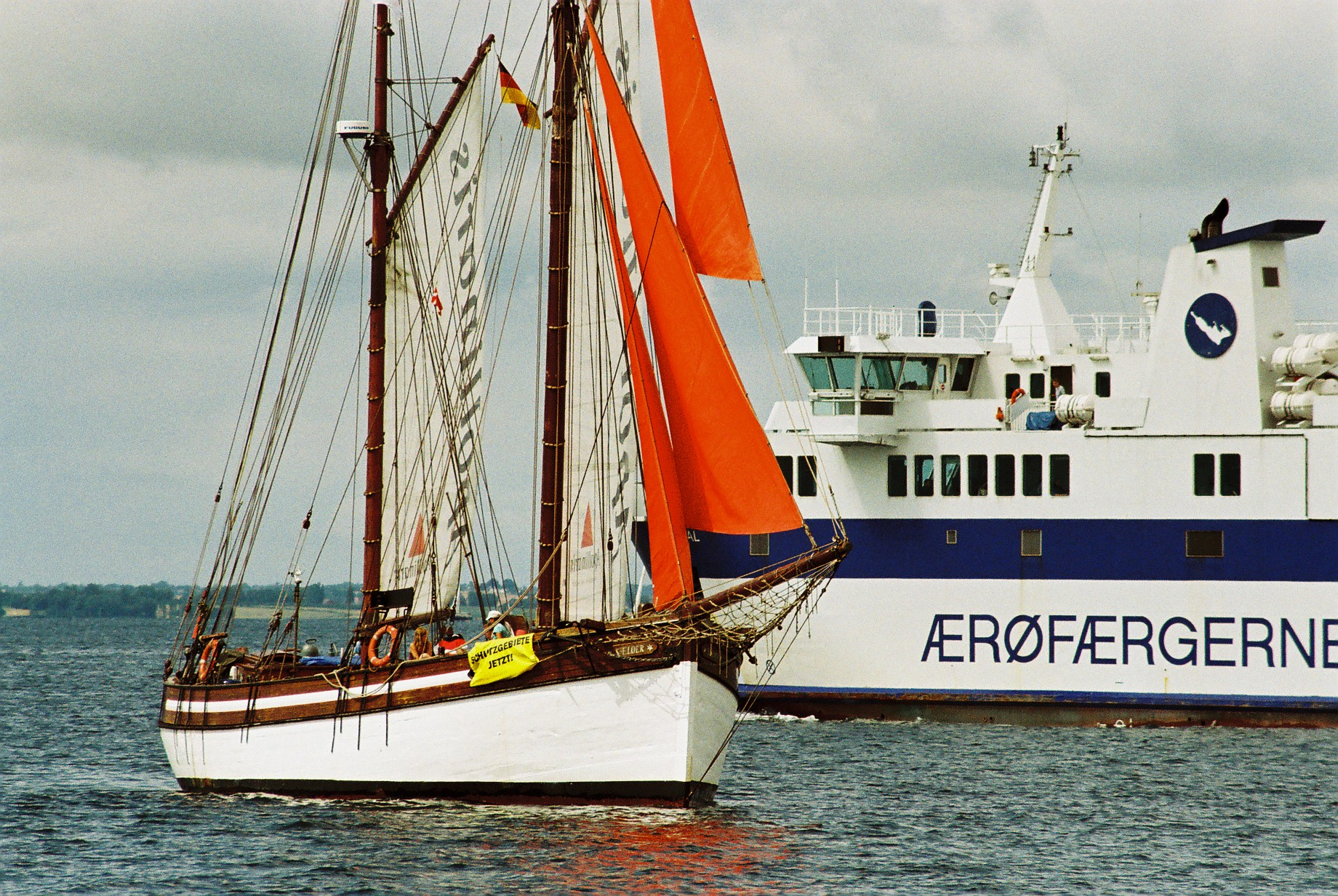
Aktionsschiff Saelör vor Langeland, Dänemark 2007

Habitat Mare war die Meeresschutzaktion der Schwedischen Naturschutzjugend Fältbiologerna und der Naturschutzjugend NAJU, mit der sich beide Organisationen für eine nachhaltige Bewahrung der europäischen Meere und Küsten einsetzten. Die Organisationen erreichten mit Hilfe einer Petition, dass sich das Europaparlament zur Ausweisung europäischer Meeresschutzgebiete und zur festen Fehmarnbeltquerung äußern musste. Die Aktion wurde mit einem Seminar in Westerhever 2008 abgeschlossen.

## Aktion 2007
Im Sommer 2007 führten die beiden Verbände die „Aktion Habitat Mare - Rescue Team 2007“ durch. 18 Mitglieder von Fältbiologerna und der NAJU segelten von Kappeln (Schleswig-Holstein) nach Malmö (Südschweden). In den Häfen wurden Touristen und Einheimische über die Gefährdung des Ökosystems Ostsee z. B. durch Überfischung, Eutrophierung und die Gefahr von Schiffsunfällen informiert. Ein Schwerpunkt der Aktion war in Dänemark und Schweden über die geplante Feste Fehmarnbeltquerung und ihre ökologischen Folgen aufzuklären.
Der Aktion folgte eine gemeinsame Petition, die an schwedische und deutsche Europaabgeordnete aus dem Umwelt- und Verkehrsausschuss übersandt wurde. Die Petition wurde direkt dem Europäischen Parlament zugesandt und als Eingabe an das Parlament genehmigt.
Die Aktion wurde auf deutscher Seite von der NAJU Hamburg initiiert. Als Aktionsschiffe waren 2007 der Colin Archer „Saeløer“ und die Gaffelketsch „Albin Köbis“ aus Kiel unterwegs. Gefördert wurde die Aktion 2007 vom Bundesministerium für Familie, Senioren, Frauen und Jugend und der Norddeutschen Stiftung für Umwelt und Entwicklung NUE.

## Aktion 2008
Im Sommer 2008 fand ein Seminar zu den Themen Biodiversität und Meeresspiegelanstieg im Wattenmeerhaus Westerhever der Schutzstation Wattenmeer statt. Es nahmen auch Mitglieder des DJN teil. Veranstalter war die NAJU Hamburg.
Die durch einen Staatsvertrag zwischen Dänemark und Deutschland konkreter werdende Fehmarnbeltquerung wurde im Herbst 2008 im Bundestag beraten. An die Bundestagsabgeordneten aller Fraktionen wurde ein Protestbrief übersandt und um eine Stellungnahme gebeten. Ziel war es, das geplante Großprojekt im Kontext des europäischen Meeresschutzes einer breiteren politischen Öffentlichkeit bewusst zu machen.
Die eingereichte Petition wurde die Europäische Kommission übersandt und am 26. März 2008 für zulässig erklärt. Am 26. September 2008 nahm die Europäische Kommission in der Petition 1156/2007 dazu Stellung. Diese Mitteilung ging an das Europäische Parlament und alle Mitgliedsstaaten.